# Adiantum formosanum
Adiantum formosanum är en kantbräkenväxtart som beskrevs av Tag. Adiantum formosanum ingår i släktet Adiantum och familjen Pteridaceae. Inga underarter finns listade.